# A Lake
A Lake es un lago de Canadá, está situado en la provincia de Nueva Escocia, en la parte sur-oriental del país, a 1000 km al este de la capital Ottawa. La longitud del lago es de 53 metros sobre el nivel del mar. La superficie de A Lake es de 0,21 kilómetros cuadrados. El punto más alto dispone de 105 pies por encima, 1,0 km al noreste de A Lake.
La temperatura media  es 6 °C. El mes más caliente es julio, con 18 °C, y el mes más frío es enero, con –8 °C. La precipitación promedio de 1826 milímetros por año. El mes más lluvioso es diciembre, con 299 milímetros de lluvia, y el mes más seco es mayo, con 84 milímetros de lluvia.
| Climograma de A Lake | Climograma de A Lake | Climograma de A Lake | Climograma de A Lake | Climograma de A Lake | Climograma de A Lake | Climograma de A Lake | Climograma de A Lake | Climograma de A Lake | Climograma de A Lake | Climograma de A Lake | Climograma de A Lake |
| --- | -------------------- | -------------------- | -------------------- | -------------------- | -------------------- | -------------------- | -------------------- | -------------------- | -------------------- | -------------------- | -------------------- |
| E | F                    | M                    | A                    | M                    | J                    | J                    | A                    | S                    | O                    | N                    | D                    |
| 155 -6 -11 | 164 -6 -9            | 128 2 -9             | 119 11 -2            | 84 17 4              | 149 22 9             | 96 22 14             | 84 21 14             | 210 19 11            | 154 12 5             | 182 3 1              | 299 -2 -6            |
| temperaturas en °C • totales de precipitación en mm fuente: |                      |                      |                      |                      |                      |                      |                      |                      |                      |                      |                      |
| Conversión sistema imperial\| E \| F \| M \| A \| M \| J \| J \| A \| S \| O \| N \| D \| \| 6.1 21 12 \| 6.5 21 16 \| 5 36 16 \| 4.7 52 28 \| 3.3 63 39 \| 5.9 72 48 \| 3.8 72 57 \| 3.3 70 57 \| 8.3 66 52 \| 6.1 54 41 \| 7.2 37 34 \| 12 28 21 \| \| temperaturas en °F • totales de precipitación en pulgadas \| \| \| \| \| \| \| \| \| \| \| \| |                      |                      |                      |                      |                      |                      |                      |                      |                      |                      |                      |
| E | F                    | M                    | A                    | M                    | J                    | J                    | A                    | S                    | O                    | N                    | D                    |
| 6.1 21 12 | 6.5 21 16            | 5 36 16              | 4.7 52 28            | 3.3 63 39            | 5.9 72 48            | 3.8 72 57            | 3.3 70 57            | 8.3 66 52            | 6.1 54 41            | 7.2 37 34            | 12 28 21             |
| temperaturas en °F • totales de precipitación en pulgadas |                      |                      |                      |                      |                      |                      |                      |                      |                      |                      |                      |